# Équipe de Lettonie masculine de handball
Maillots
Dernière mise à jour : 28 février 2022.
L'équipe de Lettonie masculine de handball représente la fédération lettone de handball lors des compétitions internationales. En juin 2019 pour la première fois de son histoire, la Lettonie se qualifie pour une compétition internationale : le championnat d'Europe 2020. 

## Parcours
Parcours aux championnats du monde
- 1993 à 2021 : Non qualifié

Parcours aux championnats d'Europe
- 1994 à 2018 : Non qualifié
- 2020 : 24e place
- 2022 : Non qualifié

Parcours aux Championnats des Pays émergents
- 2e place en 2015

## Effectif actuel
Sélectionneur :  Armands Uščins
Voici les 16 joueurs sélectionnés pour l'Euro 2020 : 
| N° | Pote | Nom               | Date de naiance            | Taille | élection | But | Club actuel        |
| -- | ---- | ----------------- | -------------------------- | ------ | -------- | --- | ------------------ |
| 12 | GB   | Edgars Kukša      | 26 janvier 1990 (29 ans)   | 1,91 m | 77       | 0   | OHV Aurich         |
| 16 | GB   | Raitis Puriņš     | 20 mai 1988 (31 ans)       | 1,90 m | 38       | 0   | Celtnieks Rīga     |
| 14 | ALG  | Oskars Arājs      | 4 août 1990 (29 ans)       | 1,88 m | 39       | 43  | TENAX Dobele       |
| 71 | ALG  | Rihards Leja      | 28 juillet 1992 (27 an)    | 1,87 m | 24       | 29  | Celtnieks Rīga     |
| 6  | ALD  | Uvis Stazdiņš     | 5 octobre 1999 (20 ans)    | 1,80 m | 13       | 18  | HC Kehra           |
| 19 | ALD  | Andis Ērmanis     | 21 mai 1990 (29 ans)       | 1,68 m | 51       | 16  | TENAX Dobele       |
| 77 | ALD  | Jānis Pavlovičs   | 16 septembre 1984 (35 ans) | 1,84 m | 98       | 297 | Sandefjord TIF     |
| 5  | DC   | Māris Veršakovs   | 13 janvier 1986 (34 ans)   | 1,92 m | 90       | 242 | TENAX Dobele       |
| 76 | DC   | Austris Tuminskis | 7 juin 1990 (29 ans)       | 1,98 m | 55       | 119 | EHV Aue            |
| 7  | ARG  | Aivis Jurdžs      | 24 août 1983 (36 ans)      | 1,97 m | 84       | 319 | TENAX Dobele       |
| 17 | ARG  | Nils Kreicbergs   | 23 mai 1996 (23 ans)       | 1,92 m | 45       | 80  | Riihimäen Cocks    |
| 10 | ARD  | Dainis Krištopāns | 27 septembre 1990 (29 ans) | 2,14 m | 74       | 325 | RK Vardar Skopje   |
| 33 | ARD  | Ģirts Lilienfelds | 4 décembre 1982 (37 ans)   | 1,89 m | 81       | 214 | HSC 2000 Cobourg   |
| 44 | ARD  | Evars Klešniks    | 18 mai 1980 (39 ans)       | 1,99 m | 70       | 241 | LiT Tribe Germania |
| 27 | PVT  | Ingars Dude       | 1er janvier 1987 (33 ans)  | 1,95 m | 70       | 143 | Limoges Handball   |
| 35 | PVT  | Egils Politers    | 18 février 1990 (29 ans)   | 1,95 m | 38       | 52  | TENAX Dobele       |